# Clayton (Alabama)
Clayton is een plaats (town) in de Amerikaanse staat Alabama, en valt bestuurlijk gezien onder Barbour County.

## Demografie
Bij de volkstelling in 2000 werd het aantal inwoners vastgesteld op 1475.
In 2006 is het aantal inwoners door het United States Census Bureau geschat op 1394, een daling van 81 (-5,5%).

## Geografie
Volgens het United States Census Bureau beslaat de plaats een oppervlakte van
14,1 km², geheel bestaande uit land.

## Plaatsen in de nabije omgeving
De onderstaande figuur toont de plaatsen in een straal van 40 km rond Clayton.